# جون جاي بي. ويلسون
جون جاي بي. ويلسون (بالإنجليزية: John J. B. Wilson)‏ هو صحفي الرأي أمريكي، ولد في 24 مايو 1954 في شيكاغو في الولايات المتحدة.

## وصلات خارجية
- جون جاي بي. ويلسون على موقع IMDb (الإنجليزية)